# Emma Ejwertz
Emma Lovisa Katarina Ejwertz Sinclair, född 22 november 1980, är en svensk sångare och låtskrivare med rötterna i Laholm. Hon har bland annat livnärt sig som imitatör av Taylor Swift.

## Priser och utmärkelser
- 2004 – Ted Gärdestadstipendiet

## Diskografi
- 2008 – Dizzy Arms
- 2012 – Tondra